# 樺山紘一
樺山 紘一（かばやま こういち、1941年5月8日 - ）は、日本の歴史学者。専門は、フランス中世史・西洋中世史・西洋文化史。東京大学文学部教授を経て、東京大学名誉教授。東大退官後に国立西洋美術館館長、印刷博物館館長等を歴任。現在（2024年4月時点）は渋沢栄一記念財団理事長。

## 経歴
出生から修学期
1941年、東京都で生まれた。幼少期は内務官僚の父の転勤に伴って、上海や仙台などを転々とした。都立日比谷高校を卒業し、1961年に東京大学文学部西洋史学科に入学。しかし、当時は学生運動全盛期であった。1965年に卒業し、東京大学大学院人文科学研究科に進んだ。当時は村川堅太郎、林健太郎らの教授陣がおり、堀米庸三に師事。1968年、修士課程を修了。
西洋史研究者として
1969年、京都大学人文科学研究所助手に採用された。1976年、東京大学文学部助教授に就任。1990年に同教授に昇格。1998年からは文学部長を務めた。2001年に東京大学を退官し、名誉教授となった。その後は、国立西洋美術館館長。2005年、印刷博物館館長となった。
その他役職ならびに社会的活動
- 2020年 渋沢栄一記念財団理事長
- 2022年7月 学士会理事長
- 2022年10月 印刷博物館顧問
- 日本学術会議第一部会会員（第20期）
- 国立大学法人東京外国語大学経営協議会委員
- 国際歴史学会議副会長

## 受賞・栄典
- 1989年 『情報の文化史』（朝日新聞社）により第5回電気通信普及財団賞（テレコム社会科学賞）を受賞。
- 2005年 紫綬褒章[1]
- 2015年 『歴史の歴史』（千倉書房）により第69回毎日出版文化賞（人文・社会部門）。
- 2024年 瑞宝中綬章[2][3]。

## 研究内容・業績
専門は西洋史中世史、西洋文化史。
東大文学助教授時代には、NHK教育テレビの『人間大学』講師、テレビ朝日の『やじうまワイド』水曜コメンテーターなどとしてテレビ番組に出演した事があった。また、放送大学特別講義「わたしの学問研究～哲学者として生きた昭和～」において久野収の聞き手役を務めた。

## 家族・親族
- 父：樺山俊夫は内務官僚。警察庁警備局長や皇宮警察本部長を務めた。
- 母：明治書院オーナー家。
- 息子：樺山三英はSF作家。
- 親族：渋沢雅英

## 著書
単著
- 『ゴシック世界の思想像』岩波書店 1976
- 『「地域」からの発想 』日本経済新聞社 1979
- 『ルネサンス周航』青土社 1979
  - 文庫化：福武文庫
- 『カタロニアへの眼：歴史・社会・文化』刀水書房 1979
  - 文庫化：中公文庫
- 『西洋学事始』日本評論社 1982年
  - 文庫化：中公文庫
- 『地中海の誘惑』中央公論社 1985
  - 文庫化：中公文庫
- 『ヨーロッパの出現』講談社 1985
- 『ローマは一日にしてならず 世界史のことば』岩波ジュニア新書 1985
- 『都市へのまなざし』講談社 1986
- 『西東禽獣譚』思潮社 1986
- 『ルネサンス逍遥』六興出版 1986
- 『中世の路上から』王国社 1986
- 『歴史のなかのからだ』筑摩書房・ちくまライブラリー 1987
  - ちくま学芸文庫
  - 岩波現代文庫 2008年
- 『ルネサンスの人と文化』日本放送出版協会・NHK市民大学 1987
- 『情報の文化史』朝日選書 1988
- 『中世からの光』王国社 1989
- 『パリとアヴィニョン 西洋中世の知と政治』人文書院 1990
- 『比較社会史』（放送大学 1990
- 『歴史のトポロジー』青玄社 1991
- 『世界史への扉』朝日新聞社 1992
- 『ルネサンス』講談社学術文庫 1993
- 『異境の発見』東京大学出版会 1995
- 『ルネサンスと地中海』(世界の歴史 16) 中央公論社 1996
  - 中公文庫 2008年
- 『ヨーロッパの歴史」基層と革新』放送大学教育振興会 1996
- 『宮廷びとの生活術：本格派のヨーロッパ学入門』王国社 1997
- 『肖像画は歴史を語る』新潮社 1997
- 『世界を俯瞰する眼：比較社会史入門』新書館 1999
- 『エロイカの世紀：近代をつくった英雄たち』（講談社現代新書 2002
  - 講談社学術文庫 2020年
- 『地中海 人と町の肖像』岩波新書 2006
- 『旅の博物誌』千倉書房 2007
- 『歴史家たちのユートピアへ：国際歴史学会議の百年』(世界史の鏡シリーズ 0) 刀水書房 2007
- 『歴史の歴史』千倉書房 2014
- 『印刷博物館とわたし』千倉書房 2020

共著
- 『中世の風景』阿部謹也・網野善彦・石井進著、中公新書 1981
- 『対話「東北」論』高田宏編、岩本由輝・米山俊直著、刀水書房 2003
- 『「日本」をめぐって 網野善彦対談集』網野善彦・田中優子・成田龍一・三浦雅士・姜尚中・小熊英二著、講談社 2002

栗本慎一郎自由大学
栗本慎一郎自由大学
- 『いまヨーロッパが崩壊する』阿部謹也・栗本慎一郎・河上倫逸・山内昌之・山口昌男著、光文社 1994
- 『ユダヤがイスラムを生んだ：日本が知らないもうひとつのヨーロッパ（下）』栗本慎一郎・合田正人・今福龍太著、光文社 1995

編著
- 『歴史学』日本評論社 1977
- 『アンデス高地都市 ラ・パスの肖像』刀水書房 1981
- 『長江文明と日本』福武書店 1987
- 『現代歴史学の名著』中央公論社［中公新書］ 1989
- 『からだとくらし』(歴史学事典 2) 弘文堂 1994
- 『西洋中世像の革新』刀水書房 1995
- 『歴史学の方法』(歴史学事典 6) 弘文堂 1998
- 『世界の旅行記101』新書館 1999
- 『新・社会人の基礎知識101』新書館 2000
- 『ヨーロッパの歴史』放送大学教育振興会 2001

共編著
- 『都市の文化：新しい読みと発見の時代』奥田道大共著、有斐閣 1984
- 『性・労働・婚姻の噴流』山本哲士共著、新評論 1984
- 『等身大の生活世界』(玉野井芳郎著作集 4) 中村尚司共著、学陽書房 1990
- 『歴史のある文明・歴史のない文明』岡田英弘・川田順造・山内昌之共著、筑摩書房 1992
- 『モナ・リザは見た』(名画への旅 7, 盛期ルネサンス 1) 森田義之共著、講談社 1992
- 『ヴェネツィアの宴』(名画への旅 8, 盛期ルネサンス 2) 森田義之共著、講談社 1992
- 『ヨーロッパのアイデンティティ』(ライブラリ相関社会科学 1) 長尾龍一共著、新世社 1993
- 『21世紀の高齢者文化』上野千鶴子共著、第一法規出版 1993
- 『天上から地上へ』(名画への旅 5, 初期ルネサンス 1)森田義之共著、講談社 1993
- 『春の祭典』(名画への旅 6, 初期ルネサンス 2) 森田義之共著、講談社 1993
- 『クロニック世界全史』木村精二・窪添慶文・湯川武共著、講談社 1994
- 『16世紀-19世紀なかば』(フランス史 2) 柴田三千雄・福井憲彦共著、山川出版社 1995-1996
- 『岩波講座 世界歴史』(全28巻) 川北稔・岸本美緒・斎藤修・杉山正明・鶴間和幸・福井憲彦・古田元夫・本村凌二・山内昌之共著、岩波書店 1997-2000
- 『20世紀の歴史家たち 日本編』今谷明・大濱徹也・尾形勇共著、刀水書房 1997
- 『20世紀の歴史家たち 世界編』尾形勇・木畑洋一共著、刀水書房 1997
- 『人物20世紀』斎藤精一郎・筑紫哲也・川本三郎共著、講談社 1998
- 『環境と歴史』(ライブラリ相関社会科学 6) 石弘之・安田喜憲・義江彰夫共著、新世社 1999
- 『20世紀への問い』(全9巻) 坂部恵・古井由吉・山田慶児・養老孟司・米沢富美子共著、岩波書店 2000-2002
- 『ノストラダムスとルネサンス』高田勇・村上陽一郎共著、岩波書店 2000
- 『地中海世界の歴史像』伊藤貞夫共著、放送大学教育振興会 2002
- 『天皇と王権を考える』(岩波講座) (全10巻) 網野善彦・宮田登・安丸良夫・山本幸司共著、岩波書店 2002-2003
- 『解はひとつではない：グローバリゼーションを超えて』福原義春共著、慶應義塾大学出版会 2004

訳書
- 『新しい歴史 歴史人類学への道』ル・ロワ・ラデュリ著、新評論 1980
- 『グランドセオリーの復権：現代の人間科学』クェンティン・スキナー著、産業図書 1988
- 『三省堂世界歴史地図』ヴィダル＝ナケ編、三省堂 1995
- 『ルネサンス』C・F・ブラックほか著、朝倉書店 1998

インタビューほか
- 「世界を俯瞰する眼：インタビュー・樺山紘一教授に訊く」『クリオ』15, 2002年, 73-96頁.pdf

動画
- 「ルネサンス研究の自分史の回想と展望」ダンテフォーラム2014Youtube
- 「芸術都市の背景にあったもの」ダンテフォーラム in 京都「文学と芸術の対話」Youtube
- 上野の森で考えたこと：文学と芸術のルネサンスへ

1. 「1.ダンテとロダンの「地獄の門」」ダンテフォーラム in 京都「文学と芸術の対話」Youtube
2. 「2.受けつがれたダフニスとクロエ」ダンテフォーラム in 京都「文学と芸術の対話」Youtube
3. 「3.青木繁と日本古代神話」ダンテフォーラム in 京都「文学と芸術の対話」Youtube

- ダンテフォーラム「フィレンツェ：至高の文化の誕生」

1. 「1.「神曲」には当時の事件がぎっしりと詰まっている」Youtube
2. 「2.ダンテの時代に大きな変化を遂げた「地中海世界」」Youtube
3. 「3.天国のイメージ」
4. 「4.十九世紀　ダンテ・ルネッサンス」Youtube